# Shinty (sport)

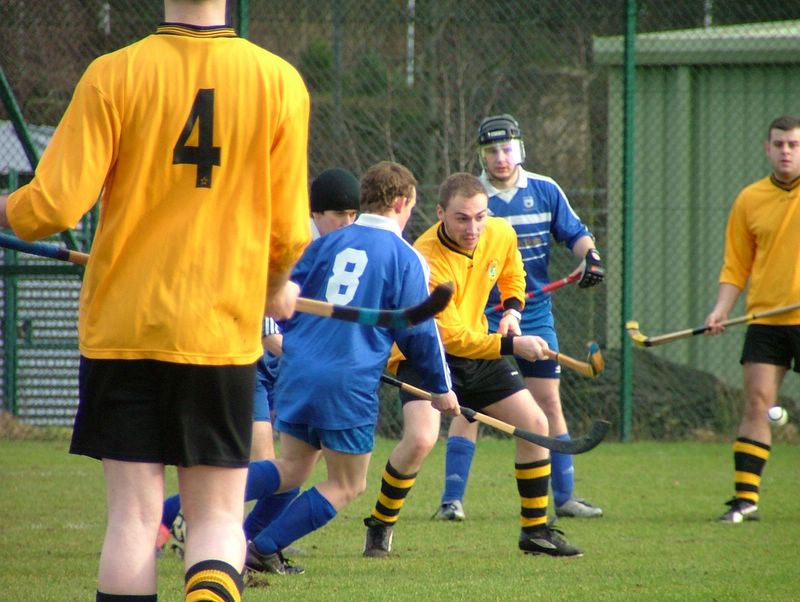
Shinty wedstrijd

Shinty (Camanachd/Iomain) is een Schotse teamsport die gespeeld wordt met stick en bal.
De sport wordt voornamelijk gespeeld in de Schotse Hooglanden. Het Schotse Shinty, het Welsche Bando en het bekendere Ierse hurling zijn vergelijkbare sporten en hebben een gemeenschappelijke oorsprong die teruggaat tot de vroege middeleeuwen. Shinty wordt als een voorloper gezien van zowel hockey als Bandy en ijshockey.
Voetbalclub Nottingham Forest werd opgericht door een groep shinty-spelers.